# William Servat
William Servat (Saint-Gaudens, 9 februari 1978) is een Franse rugbyspeler, spelend als hooker. Momenteel speelt hij voor Toulouse. Vanwege zijn ontzagwekkende kracht en snelheid als zijnde een hooker alsmede zijn explosiviteit en agressiviteit in het spel wordt hij op zijn positie vaak beschouwd als de beste speler ter wereld.

## Carrière
In eerste instantie begint Servat als rugbyspeler in het centrum van de derde rij. Zijn eerste wedstrijd in het eerste van Toulouse speelt hij in 1999 maar zijn eerste profcontract tekent hij in 2000. Voor de Franse nationale ploeg speelt hij zijn eerste wedstrijd op 14 Februari 2004 tegen Ierland. Door een ernstige rugbyblessure in 2006 is hij genoodzaakt om naar het centrum van de eerste rij te verhuizen, als hooker. Begin 2007 weet hij zijn rentree te maken voor Toulouse en sindsdien wordt zijn spel beschouwd als beter dan ooit.

## Erelijst

### Met Toulouse
- Kampioen van Frankrijk
  - 2008
  - 2011
  - 2012
- Heineken Cup
  - 2005
  - 2010

### Met Frankrijk
- Zeslandentoernooi
  - 2004
  - 2010